# BECK: Mongolian Chop Squad
A Szakuisi Harold által írt manga Beck címmel indult útnak 2000-ben a Monthly Shounen magazinban, a Kódansa kiadó révén.
2004-ben a Madhouse stúdió gondozásában és Kobajasi Oszamu rendezésében 26 részes anime sorozat is napvilágot látott BECK: Mongolian Chop Squad néven, mely a mangát a 30. fejezetig (10. kötet) dolgozza fel.  A névváltoztatásra azért volt szükség, mert hasonló névvel egy amerikai zenész is létezik. A cím eredetileg az egyik főszereplő kutyájáról kapta a Beck nevet. 
2005-ben PlayStation 2 platformra zenei játék is készült belőle a Sun-tec fejlesztésében

2010 szeptember 4-én tűzték premierre Japánban a Beck-ről készült filmet Cucumi Jukihito rendezésében, Mizusima Hiro és Szató Takeru főszereplésével.

## Történet
Tanaka Jukió, becenevén Kojuki leginkább unalmas életet él. A 14 éves félénk srác nem igazán találja a helyét a világban, nincs igazán hobbija, és szegényes zenei ízléssel rendelkezik. Izgalmasabb életre áhítozva találkozik Minami Rjúszkével és Frankenstein-szerű (vagy Blackjack-szerű – ki mire asszociál) kutyájával, Beck-kel. Az Amerikából épphogy hazaköltözött Rjúszke vad és kiszámíthatatlan, és mint a tündérmesékben, egy gitárral valóra váltja Kojuki álmát. Nos a megvalósulás legkevésbé tündérmesés, de tény: Kojuki élete egy csapásra megváltozik. Néha a feje tetejére is áll, amint elindul az úton: a zene és a rock világába. 

Barátságok-szerelmek szövődnek és érnek véget, gyermekkori barátja Izumi-chan, és Mahó, Rjúszke húga, aki Kojuki tehetségét leghamarabb felfedezi, kíséri felváltva az új és sokat ígérő, ám homályos jövő felé, amelyen megannyi támogatást és legalább annyi ellenséget is szereznek. Tehát elég hosszú és leginkább göröngyös az út, amíg a Beck, mint rock-banda végül összeáll. Hihetetlen egyveleget, mégis egységet alkot a félénk Kojuki, a vadóc Rjúszke, az afro-beütésű rapper Csiba, a bámulatos stílusú basszgitáros Taira, és a fiatal, ám annál gyakorlottabb dobos: Szaku. Rá kell azonban jöjjenek, a múlt árnyai nem csak sötét jelennel, de jövővel is fenyegetnek, és a személyes problémák megoldása csak egy hajszálnyival segíti őket előrébb a zenei világban.

## Szereplők
"Kojuki", Tanaka Jukió (Tanaka Yukio) (田中 幸雄)
Az egyik főszereplő, a 14 éves Kojuki életébe kapcsolódva követhetjük nyomon nemcsak a zenekar, hanem személyisége fejlődését is. Az alapvetően naiv és önbizalomhiányban szenvedő Kojuki a saját maga által is unalmasnak tartott életéből hogyan lép át a zene világába azzal, hogy Rjúszke ösztönzésére  gitározni, majd énekelni kezd.
 "Ray", Minami Rjúszke (Minami Ryūsuke) (南 竜介)
A vadóc és hihetetlenül tehetséges gitáros, a Beck alapító tagja. Az amerikából visszaköltözött srác Lucille-nak nevezett gitárjával, és furcsa toldozott foldozott kutyájával kapcsolatban elég sötét múltja van. Állandó anyagi gondokkal küzd, de hihetetlen elkötelezettsége van a zene és a zenekar iránt.
Taira Josijuki (Taira Yoshiyuki) (平 義行)
A basszeros
Csiba Cunemi, (Chiba Tsunemi) (千葉 恒美)
Az afro-rapper énekes
 "Szaku", Szakurai Júdzsi (Sakurai Yūji) (桜井 裕志)
A fiatal, de tapasztalt dobos
Minami Maho (Minami Maho) (南 真帆)
Rjúszke húga
Szaitó Kenicsi (Saitō Ken'ichi) (斉藤 研一)
Kojuki gitár és úszásoktatója

## A szerző
Az 1969-ben született Szakuisi Harold egyike a tehetséges mangakáknak Japánban, eddigi munkái mind hatalmas népszerűségnek örvendenek. Első sorozata a Gorillaman, a Young Magazinban látott napvilágot 1989-ben, és 19 kötetet ért meg. 1995-jelent meg a Bakaicsi, 1996-ban a Stopper Buszudzsima. S végül 2000-ben a Monthly Shonen Magazine-ban útnak indult a Beck. 
Főszerkesztője viccként dobta fel neki az ötletet: ha már szereti a zenét (főleg a rockzenét) miért nem készít egy rockról szóló mangát? Először ő is lehetetlennek tartotta, hogy egy mangában valóságosan jelenjen meg a rockzene, de átgondolta a dolgot. Nem sok rock-kal, sőt, akár zenével foglalkozó manga létezik. Zenei ízlését jelentősen meghatározó Jimi Hendrix, Eric Clapton, Janis Joplin, de leginkább a Red Hot Chili Peppers zenéi ösztönözték a Beck megalkotására.
A manga 34 kötete mellett megjelent két egyéb kötet, The Guide Book 0 és 00 címmel, melyben a szerzővel készült interjúk, a manga készítésének története, a szereplők, együttesek, gitárok, zenei albumok leírásai találhatóak.

## Zenekarok
- The Dying Breed
- Serial Mama
- Belle Ame
- Szaito-san bandája
- Ciel Bien

## Gitárok
- Gibson Les Paul '58 (Lucille)
- Gibson SG
- White Falcon
- Fender Telecaster
- Stratocaster
- Jaguar
- Stingray
- Rickenbacker
- 7-húros Ibanez
- Paul Reed Smit
- Martin D-45